# Ilja Danilov
Ilja Aleksejevitj Danilov (ryska: Илья Алексеевич Данилов), född 14 april 2003, är en rysk taekwondoutövare. 

## Karriär
I maj 2024 tog Danilov silver i 68 kg-klassen vid EM i Belgrad efter en finalförlust mot brittiske Bradly Sinden.